# Потугина, Изабелла Васильевна
Изабелла Васильевна Потугина (1 апреля 1928 — 14 ноября 2006) — российский учёный, лауреат Ленинской премии (1967).

## Биография
Окончила школу с золотой медалью и математико-механический факультет Ленинградского государственного университета (1951) — с отличием.
С 1951 г. работала во ВНИИЭФ.
В последнее время (до 2006 г.) — начальник отдела математических расчетов РФЯЦ (Российский федеральный ядерный центр) ВНИИЭФ (ВНИИ экспериментальной физики, г. Саров).
Похоронена в Сарове на Городском кладбище.

## Награды и звания
- Кандидат физико-математических наук;
- Ленинская премия (1967);
- Орден Дружбы (1995)[1];
- Медали.